# Ribbon no Kishi
Ribbon no Kishi (jap. リボンの騎士, Ribon no kishi, dt. „der Ritter der Schleife“) ist eine Manga-Serie des japanischen Zeichners Osamu Tezuka, die von 1953 bis 1956 in Japan erschien. Die Anime-Adaption wurde in Deutschland als Choppy und die Prinzessin ausgestrahlt.
Das Werk handelt von einer Prinzessin, die sich als Junge ausgeben muss und lässt sich in die Genre Shōjo, Abenteuer und Comedy einordnen.

## Inhalt
Prinzessin Saphire ist das einzige Kind der Königsfamilie des mittelalterlichen Reiches Silverland. Damit das Reich dennoch einen Erben hat, wird sie als Junge großgezogen, doch im Privaten lernt sie trotzdem, sich wie ein Mädchen zu verhalten. Doch neben dieser Tatsache bekam sie bereits vor ihrer Geburt fälschlicherweise die Seele eines Jungen „zugewiesen“. So muss sie ständig zwischen beiden Rollen eines schwertschwingenden Prinzen und der wohlerzogenen Prinzessin wechseln. Doch bald versuchen Duke Jeralmin und Baron Nylon, ihre Identität als Mädchen zu offenbaren, um selbst den Thron zu übernehmen. Zudem versucht eine Hexe, Saphire ihre Weiblichkeit gänzlich zu rauben. Nachdem ihr Vater stirbt und ihre Mutter in den Kerker geworfen wird, muss Saphire fliehen und bekämpft Jeralmin und Nylon aus dem Untergrund. Dabei verliebt sie sich auch noch in den Prinzen Franz Charming. Doch schließlich gelingt es ihr, den Thron zurückzuerobern und sie heiratet den Franz Charming. Dabei lässt sie sich ihre männliche Seele entfernen, um zur „richtigen“ Frau zu werden.

## Stil und Einflüsse
Der Stil des Mangas ist wie bei anderen frühen Werken Tezukas stark von dem der Disney-Filme beeinflusst. Einen weiteren starken Einfluss hatte die Theater-Gruppe von Takarazuka, die Osamu Tezuka in seiner Jugend häufig besuchte. In diesem wurden alle Rollen von Frauen gespielt, die farbenprächtig geschminkt und gekleidet waren. Dies beeinflusste Tezukas Art, Augen und auch Kleidung zu zeichnen.

## Veröffentlichung
Der Manga wurde von Januar 1953 bis Januar 1956 im Manga-Magazin Shojo Club des Verlags Kodansha in Japan veröffentlicht. Die Einzelkapitel erschienen später auch in vier Sammelbänden. 1963 bis 1966 erschien eine zweite Version der Serie im Magazin Nakayoshi.
Eine englische Fassung erschien bei Viz Media, eine französische bei Vegetal Soleil und eine spanische bei Glénat. Hazard veröffentlichte den Manga auf Italienisch und JBC auf Portugiesisch.

## Adaptionen

### Anime
1967 produzierte das von Osamu Tezuka gegründete Studio Mushi Production eine 52-teilige Anime-Fernsehserie zum Manga. Regie führten Chikao Katsui und Kanji Akabori. Das Charakterdesign entwarfen Kazuko Nakamura und Sadao Miyamoto. Kazuko Nakamura und Sadao Miyamoto waren künstlerische Leiter. Die Serie wurde vom 2. April 1967 bis zum 7. April 1968 durch den japanischen Sender Fuji TV ausgestrahlt.
Der Anime wurde auf Französisch von France 3, ORTF und TF1 ausgestrahlt, auf Italienisch von Italia 1, Rete A/All Music und TelePace. Eine spanische Ausstrahlung erfolgte in Spanien, Peru und Kuba, die Serie wurde außerdem ins Arabische und Portugiesische übersetzt.
Eine deutsche Fassung wurde vom Sender RTL II ausgestrahlt.

#### Synchronisation
| Rolle (jp./dt.)                  | japanische Sprecher (Seiyū) | deutsche Sprecher        |
| -------------------------------- | --------------------------- | ------------------------ |
| Königin                          | Noriko Shindō               | Eva Kinsky               |
| König                            | Kyoji Kobayashi             | Thomas Reiner            |
| Saphire/Prinzessin Alex          | Yoshiko Ōta                 | Kathrin Fröhlich         |
| Lord Nylon/Baron Nylon           | Goro Naya                   | Armin André              |
| Prinz Plastic                    | Chie Kitagawa               | Hubertus von Lerchenfeld |
| Herzog Duralumin/Fürst Deralamon | Masashi Amenomori           | Peter Musäus             |
| Devil Mephisto/Teufel            | Ryusuke Shiomi              | Reinhard Brook           |

#### Musik
Die Musik der Serie wurde von Isao Tomita komponiert.

### Kinofilm
1994 wurde mit Ribon no Kishi ein Film produziert, der aus mehreren Kurzfilmen zusammengesetzt ist. Der Anime wurde auch ins Spanische übersetzt. In Deutschland erschien der Film zeitnah 1995 auf VHS unter dem Titel "Der Engel und der Prinz".

### Fortsetzungen
1958 erschien mit Futago no Kishi eine Fortsetzung des Mangas von Osamu Tezuka im Magazin Nakayoshi. Darin geht es um die Zwillinge Daisy und Violetta, die Kinder von Sapphire und Franz. Der Manga erschien auf Französisch bei Soleil.
Im selben Magazin erschien von 2008 bis 2009 eine Neuinterpretation des Mangas gezeichnet von Pink Hanamori und mit dem Szenario von Natsuko Takahashi.

## Interpretation
Laut Patrick Drazen stellt Osamu Tezuka in dem Manga einen inneren Konflikt dar, der durch die Existenz zweier Pole in einem Menschen entstehe. Dabei wirke sich dieser Konflikt auch bald auf die „äußere Welt“ aus und werde für diese zur Gefahr. Zusätzlich gehe es um den klassischen Konflikt zwischen Pflicht und Verlangen.

## Rezeption und Bedeutung
Der Manga hatte in Japan unter den Leserinnen großen Erfolg. Er führte erstmals Tezukas filmische Erzähltechnik in den Shōjo-Manga ein und legte die Grundelemente vieler späterer Werke des Genres fest, so eine Liebesgeschichte, eine (aus japanischer Sicht) ausländische Umgebung, eine Heldin mit großen Augen und ein gewisser Anteil Bisexualität. Damit gilt der Manga als der erste moderne Vertreter des Genres. Auch das grafische Mittel der persönlichen Aura einer Figur – expressionistische Muster um die Figur, die Gefühle darstellen – wird erstmals in dem Manga angewendet. Zudem gehört Ribon no Kishi zu den Mangas, die der japanischen Populärkultur ein breiteres Spektrum an sexuellen Ausrichtungen brachte, das über klare Homo- oder Heterosexualität hinausgeht.
So beeinflusste der Manga viele später folgende Werke, insbesondere des Shōjo-Genres. Werke wie Lady Oscar, Revolutionary Girl Utena und andere, nehmen direkten Bezug auf Ribon no Kishi.